# Acrotylus kirbyi
Acrotylus kirbyi är en insektsart som beskrevs av Walter Wilson Froggatt 1903. Acrotylus kirbyi ingår i släktet Acrotylus och familjen gräshoppor. Inga underarter finns listade i Catalogue of Life.